# Bully-les-Mines
Bully-les-Mines – miejscowość i gmina we Francji, w regionie Hauts-de-France, w departamencie Pas-de-Calais.
Według danych na rok 1990 gminę zamieszkiwało 12 577 osób, a gęstość zaludnienia wynosiła 1642 osób/km² (wśród 1549 gmin regionu Nord-Pas-de-Calais Bully-les-Mines plasuje się na 55. miejscu pod względem liczby ludności, natomiast pod względem powierzchni na miejscu 472.).